# Бессмертная, Ольга Юрьевна
Ольга Юрьевна Бессмертная (род. 31 октября 1953, Москва) — советский российский востоковед, африканист, кандидат культурологии, преподаватель Института стран Азии и Африки МГУ (до 1991 года), научный сотрудник Института востоковедения РАН (до 1994 года), научный сотрудник Института восточных культур и античности РГГУ, специалист по культуре и литературе мусульманских сообществ Западной Африки и России конца XIX — начала XX в.

## Биография
Родилась в семье историка-медиевиста Ю. Л. Бессмертного. Мать, Ирина Михайловна Бессмертная, переводила художественную литературу (Дж. Фаулза, Т. Харриса), преподавала английский язык в Институте восточных языков МГУ. В 1971 году поступила в Институт стран Азии и Африки при МГУ (вспоминала, что «по ряду обстоятельств» не могла поступить никуда, кроме как туда, и попала там на отделение африканистики). Изучала язык хауса под руководством Ю. К. Щеглова. Окончила университет в 1976 году по специальности «Хауса, язык и литература». Из-за проблем с распределением по редкой специальности была оставлена в ИСАА в качестве стажера.
В 1978—1979 годах была сотрудником редакции всеобщей истории издательства «Советская энциклопедия». После отъезда Ю. К. Щеглова в Израиль в 1978 году была приглашена в ИСАА преподавать язык хауса. В 1979—1983 и 1988—1991 годах работала преподавателем кафедры африканистики ИСАА при МГУ. В 1983 году после кампании по сокращению штатов работала лаборантом на кафедре. В 1988—1990 годах была редактором Главной редакции восточной литературы издательства «Наука».
В 1990—1994 годах была научным сотрудником Отдела сравнительного культуроведения Института востоковедения АН СССР (РАН). В 1994—2017 годах была научным сотрудником Института восточных культур и античности Российского государственного гуманитарного университета.
В 2000 году в ИВКА РГГУ защитила кандидатскую диссертацию «Христиане-европейцы в представлениях мусульман Хаусаленда: Культурные стратегии конструирования „другого“, начало XX века» по специальности «Теория и история культуры» (24.00.01).
С 2017 года — старший научный сотрудник Института классического Востока и античности НИУ ВШЭ.
С 2020 года руководит магистерской программой «Мусульманские миры в России» в ИКВИА ВШЭ.

## Научная деятельность
Область научных интересов — культура, литература и журналистика мусульман Западной Африки и России конца XIX — начала XX в.
Ранние статьи исследовали различные проблемы хаусанской литературы.
Большинство работ посвящено изучению взаимодействия мусульманского мира и европейской культуры в её «колониальном» варианте в писательских и поведенческих практиках. Автор исследует трансформацию «традиционного» общества и его мировоззрения, появление так называемого «культурного билингвизма», политику российского государства в отношении мусульманского сообщества. О. Ю. Бессмертная также анализирует проблемы социальных функций литературы и ориентализма.
С 2010 г. работает над исследованием в рамках издательского гранта Американского совета научных сообществ (ACLS) «Мусульманский Азеф, или Энциклопедия русской жизни: Игра в Другого на пространствах поздней Империи». В ряде статей и опубликованных глав работы рассматриваются различные аспекты биографии и творчества черкесского писателя, мусульманского журналиста, российского авантюриста, известного под именем Магомет-Бек Хаджетлаше (Кази-Бек Ахметуков, Г. Эттингер и проч., ок. 1868—1929). Автор реконструирует его подлинную биографию, раскрывает понятие авантюризма, анализирует восприятие этого понятия и личности Хаджетлаше в настоящее время и современниками писателя. Биография как исследовательский жанр позволяет исследователю поставить вопрос о соотношении индивидуального и общего в истории.

### Основные работы
- Опыт морфологического анализа фольклорной прозы хауса // Математические методы в историко-культурных и историко-экономических исследованиях. М.: Наука, 1977. С. 191—234.
- Предки // Мифы народов мира. Энциклопедия. М.: Советская Энциклопедия, 1982. Т. 2. С. 333—335. (в соавт. с А. Л. Рябининым)
- «Взрослые вопросы» к хаусанской литературе: освоение авторского художественного вымысла. К постановке проблемы // Взаимодействие культур и литератур Востока и Запада / под ред. П. А. Гринцера, И. Д. Никифоровой. М.: Наука, 1992. С. 269—287.
- Русская культура в свете мусульманства: мусульманский журнал на русском языке, 1908—1911 // Одиссей-1996. М., 1996. С. 268—286.
- Русская культура в свете мусульманства: текст и поступок // Христиане и мусульмане: проблемы диалога. М., 2000. С. 469—530.
- A Hausa Author’s Idea of Literature as an «About-Face» Response to the British Literary Challenge // Multiculturalism and Hybridity in African Literatures / ed. H. Wylie and B. Lindfors. Lawrenceville, New Jersey.: Africa World Press, 2000. P. 87-102.
- «Уйти, чтобы остаться»: проблема целостности мусульманской общины в хаусанской поэме о европейском завоевании (включает публикацию источника: «Приход христиан» — поэма на хауса, приписанная последнему халифу Сокото Аттахиру I) // Вестник РГГУ. № 4. 2000. Институт восточных культур. Исследования и переводы. Кн. 2. С. 118—175.
- Ю. Л. Бессмертный и «новая историческая наука» в России // Homo historicus. К 80-летию со дня рождения Ю. Л. Бессмертного. В 2 книгах / отв. ред. А. О. Чубарьян. Т. I. М.: Наука, 2003. С. 122—160. (совм с. Копосовым Н. Е.)
- Российское государство и российские мусульмане: полемика о панисламизме (1907—1914). СПб., 2007. (сетевое издание). 9 а.л.
- Культурный билингвизм? Игра смыслов в одной скандальной статье (Из истории отношений мусульманских оппозиционеров и русских «государственников» в позднеимперской России) // Россия и мусульманский мир: инаковость как проблема / отв. ред. А. В. Смирнов. М.: Языки славянских культур, 2010. 523, [2] с. (Orientalia et Classica: труды Института восточных культур и античности; вып. XXVII). С. 197—383.
- Был ли Хаджетлаше мусульманином? Одно странное конструирование идентичности в поздней Российской империи // Казанское исламоведение. Т. 1. Вып. 1. Казань, 2015. С. 162—200.
- «Алые розы Востока»: «панисламизм», ориентализм и шпиономания в последние мирные годы Российской империи. Разведывательная империя? // Шаги/Steps. 2018. Т. 4. № 1. С. 9-44.
- «Мусульманский Азеф» и русская революция: между авантюризмом и мошенничеством? // Русская авантюра: идентичности, проекты, репрезентации. М.: Дело, 2019. С. 136—174[4].
- «Война мемуаров»: мотивы страха в рассказах о советском прошлом двух медиевистов-противников и (не)советские субъективности (Е. В. Гутнова и А. Я. Гуревич) // Новое литературное обозрение. Т. 162. 2020. № 2. С. 79-103[6].